# فينيقيا تحت الحكم البابلي
فينيقيا تحت الحكم بابلي هي الفترة التي كانت فيها فينيقيا تحت حكم البابليين، والتي امتدت ما بين 605 ق.م إلى 537 ق.م.